# Klimaatconferentie van Dubai 2023
De Klimaatconferentie van Dubai 2023 (COP28) is een conferentie van de Verenigde Naties over klimaatverandering, die van 30 november tot en met 6 december 2023 plaatsvindt in Expo City te Dubai, Verenigde Arabische Emiraten (VAE).
COP28 is de 28ste Conference of the Parties (COP28) in het kader van het Klimaatverdrag (UNFCCC). De conferentie volgt op de Klimaatconferentie van Sharm-el-Sheikh 2022 – COP27, in Egypte. 

## Voorbereidingen
Ter voorbereiding werd een tussenconferentie gepland in het Duitse Bonn, van 5 tot 15 juni 2023.
President Mohammed bin Zayed Al Nahyan benoemde op 12 januari 2023 Sultan Ahmed Al Jaber, bestuursvoorzitter van de Abu Dhabi National Oil Company en minister van industrie en geavanceerde technologie, tot voorzitter van COP28. Deze stap werd bekritiseerd door activisten die wijzen op het belangenconflict, terwijl anderen die betrokken zijn bij klimaatdiplomatie het toejuichten.

## Tijdens de klimaattop
Op de openingsdag van de conferentie werd het loss & damage-fonds (fonds voor verlies en schade) officieel in werking gesteld. Deze beslissing werd op een staande ovatie onthaald door de bijna 200 aanwezige landen. De oprichting van het fonds werd op de Klimaatconferentie van Sharm-el-Sheikh 2022 beslist maar moest nog praktisch uitgewerkt worden. Het fonds zal vanaf 2024 operationeel worden en de Verenigde Arabische Emiraten deden als gastheer meteen een bijdrage van 100 miljoen dollar. Duitsland beloofde hetzelfde bedrag en het Verenigd Koninkrijk beloofde circa 70 miljoen euro bij te dragen. De woordvoerder van Vlaams minister Zuhal Demir deelde mee dat Vlaanderen niet zal bijdragen tot het fonds omdat Vlaanderen elk jaar al 17 miljoen euro doneert voor klimaatprojecten. Uittredend minister-president Mark Rutte deelde mee dat Nederland 15 miljoen euro zal schenken aan het klimaatschadefonds.
Op 1 en 2 december lichtten 176 regeringsleiders, staatshoofden en internationale leiders op de World Climate Action Summit (WCAS) hun klimaatplannen toe. In de samenvatting daarna spraken de Verenigde Arabische Emiraten (VAE), die COP28 voorzitten, niet langer van een uitstap uit fossiele brandstoffen ("phase down or out"), maar van een vermindering van het gebruik van fossiele brandstoffen ("phase down"), zonder vermelding te maken van de tientallen toespraken van wereldleiders die wel nadrukkelijk om een uitstap vroegen.
Sultan Al Jaber, voorzitter van COP28 en CEO van het staatsoliebedrijf Abu Dhabi National Oil Company (ADNOC), kreeg heel wat kritiek te verduren toen hij op zondag 3 december beweerde dat er "geen wetenschap" zit achter de pleidooien om af te stappen van fossiele brandstoffen. Deze uitspraak staat recht tegenover wat António Guterres, secretaris-generaal van de Verenigde Naties, op vrijdag zei op COP28: "De wetenschap is duidelijk: 1,5 graden is alleen mogelijk als we stoppen met het verbranden van alle fossiele brandstoffen. Niet verminderen, maar volledig uitfaseren, met een duidelijk tijdschema."
Er was voorheen al heel wat discussie over de voorzitter van de klimaattop omdat veel waarnemers het voorzitterschap van de oliebaron zien als een ernstig belangenconflict. Kort voor het begin van de top waren er al documenten gelekt waaruit bleek dat de Verenigde Arabische Emiraten van plan waren om de klimaatbijeenkomst te gebruiken om olie- en gascontracten te promoten bij de deelnemende regeringen.

## Slotakkoord
Na lange discussies werd op 13 december het slotakkoord goedgekeurd waarin voor de eerste maal melding gedaan wordt over de "transitie weg van fossiele brandstoffen". Er zal tegen 2050 worden gestreefd naar een netto nul-uitstoot. Voorzitter Sultan Al Jaber noemde de tekst een historisch pakket maar waarschuwde ook dat een akkoord maar zo goed is als uitvoering ervan en dat er nu de nodige stappen moeten worden ondernomen om akkoorden om te zetten in acties. Deze tekst is een compromis want over een uitstap uit fossiele brandstoffen, zoals veel landen vroegen, wordt nog niet gesproken.

### Reacties
- Deelnemers van de conferentie reageerden over het algemeen optimistisch.[9]
- Volgens Climate Action Network “zit de resolutie vol mazen die de fossiele brandstofindustrie talloze ontsnappingsroutes bieden".[10]